# Adaptor Powerline

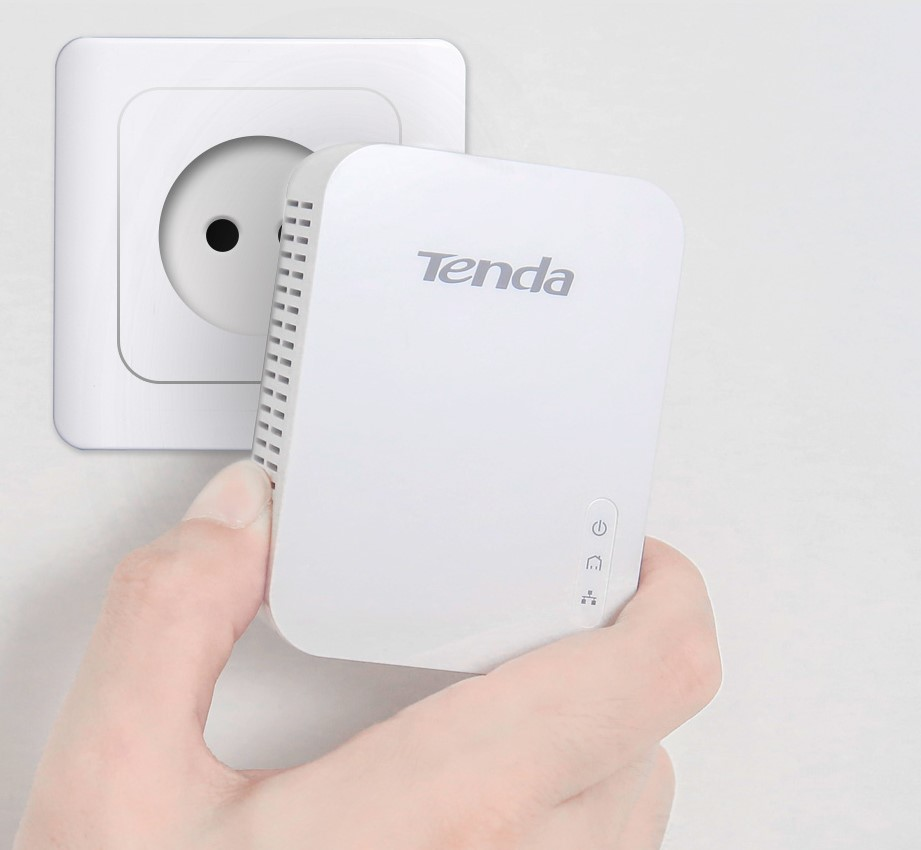
Adaptor Powerline de la Tenda, model PH3

Un adaptor Powerline este un dispozitiv care extinde o rețea Ethernet, sau uneori o conexiune USB, către o altă cameră din casă sau birou, utilizând prizele de perete de curent alternativ (CA) și sistemul electric de fire al clădirii. Adaptoarele Powerline sunt folosite în perechi; unul la fiecare capăt. Se pot folosi și mai mult de două adaptoare însă trebuie minim două.
Comunicarea prin linia de alimentare (PLC, Power Line Communication) este transmiterea datelor pe un conductor care este utilizat simultan pentru transmiterea sau distribuția de energie electrică către consumatori. Linia care face acest lucru este cunoscută sub numele de purtător de linie de alimentare. În trecut, liniile de alimentare erau utilizate exclusiv pentru transmiterea electricității. Cu toate acestea, cu introducerea tehnologiilor avansate de rețelistică, a existat o împingere pentru furnizorii de utilități și servicii să găsească soluții rentabile și de înaltă performanță.
Un adaptor Powerline este un dispozitiv care se conectează direct la priza electrică din rețeaua electrică ajută la extinderea rețelei LAN. Aceste dispozitive transformă rețeaua de cabluri electrice a unei locuințe în cabluri de rețea, prin care se pot transmite semnale înspre fiecare cameră. Comunicarea prin linie de alimentare (Power-line communication, PLC) este transportul de date pe un conductor care este, de asemenea, utilizat simultan pentru transmiterea energiei electrice CA (AC, curent alternativ) sau distribuția energiei electrice către consumatori.

## Tipuri de adaptoare Powerline
Adaptoarele Powerline pot fi categorisite după mai multe caracteristici.

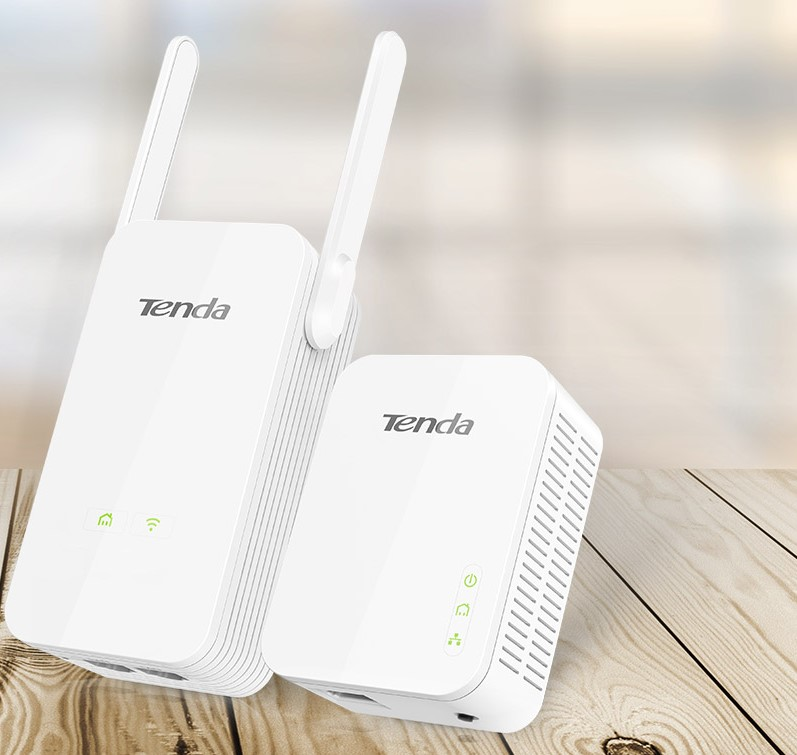
Kit adaptor Powerline care are conectare prin cablu Ethernet dar unul dintre adaptoare permite și o conexiune prin Wi-Fi și care are 2 mufe Ethernet RJ45. Kit model Tenda PH5.

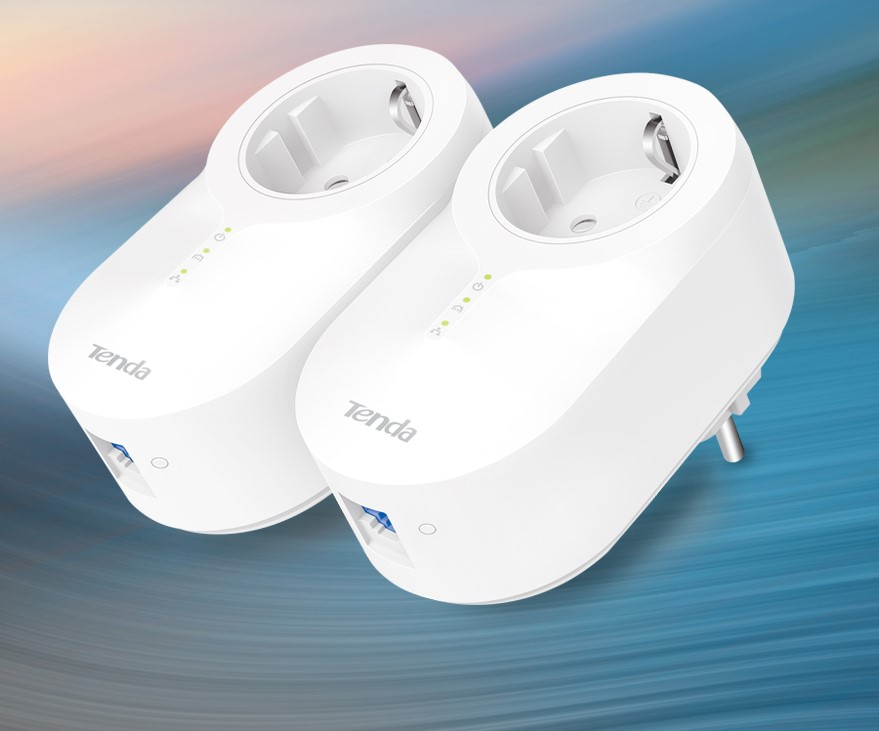
Un kit de adaptoare Powerline fiecare are o mufă RJ45 Ethernet pentru a extinde conexiunea LAN în altă cameră, fără a mai fi nevoie de a trage cabluri Ethernet. Acest model dispune și de priză.

| Categorie                               | Descriere |
| --------------------------------------- | --- |
| Tipul de conexiune                      | Adaptoarele Powerline pot fi de două tipuri: cele care se conectează pe bază de fir de rețea, numai prin port RJ45, și cele care oferă și conexiune Wi-Fi.     |
| Numărul de porturi de rețea             | Există adaptoare Powerline cu un singur port de rețea, dar și modele cu mai multe porturi de rețea, care permit conectarea simultană a mai multor dispozitive. |
| Prezența unei prize electrice integrate | Unele adaptoare Powerline vin cu o priză electrică integrată, care poate fi folosită ca o priză convențională.                                                 |
| Standardul folosit                      | Adaptoarele Powerline pot folosi diferite standarde, cum ar fi HomePlug 1.0, HomePlug AV, HomePlug AV2 sau IEEE 1901.                                          |

## Standarde și termeni
În ceea ce privește standardele folosite de adaptoarele Powerline, acestea se folosesc de standardul HomePlug dezvoltat de către HomePlug Powerline Alliance. Standardele folosite momentan sunt HomePlug AV și HomePlug AV2. Pentru o linie VDSL (fibră), alege un adaptor Powerline cu standard HomePlug AV2 și tehnologie MU-MIMO, care maximizează performanța în ceea ce privește viteza și stabilitatea conexiunii.
| Standard     | Rata de transfer maximă teoretică | Compatibilitate                      |
| ------------ | --------------------------------- | ------------------------------------ |
| HomePlug 1.0 | 14 Mbps                           | Nu este compatibil cu alte standarde |
| HomePlug AV  | 200 Mbps                          | Compatibil cu HomePlug AV2           |
| HomePlug AV2 | 2000 Mbps                         | Compatibil cu HomePlug AV            |
| IEEE 1901    | 500 Mbps                          | Compatibil cu HomePlug AV și AV2     |

Din cauza interferențelor din rețea și a îmbinării defectuoase a firelor de curent electric din rețea, ratele de transfer pot fi mult mai mici. Seși un adaptor Powerline cu un standard mai nou poate fi compatibil cu unul mai vechi, viteza de transfer va fi limitată la cea a standardului mai vechi. Principala provocare a PLC-ului până în prezent este cablarea de alimentare neecranată și nerăsucită. Acest tip de cablare eliberează energie radio semnificativă, putând perturba pe alții care folosesc aceeași bandă de frecvență. În plus, sistemele BPL (Broadband over Power Line) pot suferi interferențe de la semnalele radio produse de cablajul PLC.
Termenii PCL, BPL și Powerline sunt adesea folosiți în contextul comunicațiilor prin linii de alimentare (Powerline Communications - PLC). PCL și BPL sunt tehnologii care permit transmiterea datelor prin liniile de alimentare electrice, în timp ce termenul “Powerline” este adesea folosit pentru a se referi la dispozitivele care folosesc aceste tehnologii pentru a extinde o rețea locală. Iată o descriere a fiecărui termen:
- PCL (Powerline Communications): Este o tehnologie care permite transmiterea datelor prin liniile de alimentare electrice existente. Aceasta include atât liniile de alimentare interne (din interiorul unei clădiri), cât și liniile de alimentare externe (liniile de alimentare electrice care conectează diferite clădiri sau locuințe).
- BPL (Broadband over Power Lines): Este o metodă specifică de Powerline Communications care permite transmiterea datelor la viteze de bandă largă prin liniile de alimentare electrice. BPL poate fi folosit pentru a oferi acces la internet în zonele în care alte metode de conectare la internet (cum ar fi DSL sau cablu) nu sunt disponibile sau nu sunt eficiente.
- Powerline (adaptoare Powerline): Se referă la dispozitivele care folosesc tehnologia Powerline Communications pentru a extinde o rețea locală (LAN) într-o locuință sau clădire. Acestea transformă rețeaua de cabluri electrice a unei locuințe în cabluri de rețea, prin care se pot transmite semnale înspre fiecare cameră.

HomePlug Powerline Alliance, înființată în 2000, scopul a fost de a crea un standard care să folosească cablurile electrice existente la domiciliu pentru a comunica între produse și a se conecta la Internet. Alianța a evaluat mai multe tehnologii și propuneri și, ulterior, a dezvoltat, aprobat și publicat specificația HomePlug 1.0 în iunie 2001. În 2005 a publicat specificația HomePlug AV, care a crescut ratele de date de vârf ale stratului fizic de la 14 la 200 Mbit/s. A aprobat și a publicat specificația HomePlug Command and Control în 2007 și specificația HomePlug Green PHY în iunie 2010. Organizația are 69 de membri și a certificat peste 200 de produse în 2010. 
HomePlug Green PHY (GP) este o tehnologie nouă de comunicații prin linii de alimentare (PLC) concepută pentru a răspunde cerințelor specifice ale aplicațiilor Smart Grid, asigurând în același timp interoperabilitatea cu produsele HomePlug AV și standardul IEEE 19011. A fost dezvoltată în cooperare cu marile companii de utilități cu scopul de a reduce semnificativ consumul de energie și costurile1. HomePlug Green PHY este un protocol de comunicare utilizat în standardul global de încărcare a vehiculelor electrice CCS. Acesta permite un schimb rapid și eficient de informații între vehiculele electrice și stațiile de încărcare. Prin utilizarea Green PHY, încărcarea vehiculelor electrice devine mai standardizată și mai fiabilă. HomePlug Green PHY este, de asemenea, interoperabil cu protocolul de rețea powerline IEEE 1901/HomePlug AV. HomePlug Green PHY schimbă rata mai mare de 200 Mbps a protocolului HomePlug AV pentru o acoperire extinsă a casei cu costuri și energie reduse. În concluzie, HomePlug Green PHY este o tehnologie de comunicații prin linii de alimentare care este adaptată pentru a răspunde cerințelor specifice ale aplicațiilor Smart Grid și de încărcare a vehiculelor electrice, oferind în același timp interoperabilitate cu alte standarde de comunicații prin linii de alimentare.
Broadband over power lines (BPL) este o metodă de comunicare prin linie electrică (PLC) care permite transmiterea de date digitale de viteză relativ mare prin cablurile publice de distribuție a energiei electrice . BPL folosește frecvențe mai înalte, o gamă mai largă de frecvență și tehnologii diferite în comparație cu alte forme de comunicații prin linie electrică pentru a oferi o comunicare de mare viteză pe distanțe mai lungi. BPL utilizează frecvențe care fac parte din spectrul radio alocat serviciilor de comunicații over-the-air; prin urmare, prevenirea interferențelor către și de la aceste servicii este un factor foarte important în proiectarea sistemelor BPL.
1. ↑  Tenda România. „Tenda PH3 Kit adaptor Powerline Gigabit AV1000”. Tenda România.
2. ↑  PC Mag. „Powerline adapter”. PC Mag.
3. ↑  Ryan Lynch. „What Are Powerline Adapters?”. Uqnic Network Pte Ltd.
4. ↑  Tenda România. „Tenda PH5 Kit extender Powerline Wi-Fi AV1000”. Tenda România.
5. ↑  Tenda Romania SRL. „PH6 Adaptor Powerline Passthrough Gigabit AV1000 | Tenda Romania”. Tenda Romania.
6. 1 2  TP-Link Romania. „Ce este un Powerline? Un ghid pentru adaptoarele Powerline în 2022”. TP-Link Romania.
7. ↑  Abhimanyu Pandit. „What is Power Line Communication (PLC) and How it works”. Semicon Media.
8. ↑  TP-Link Romania. „Întrebări generale despre funcția Powerline sau PLC”. TP-Link Romania.
9. ↑  HomePlug Powerline Alliance. „HomePlug Powerline Alliance” (PDF). HomePlug Powerline Alliance. Arhivat din original (PDF) la 11 iunie 2014. Accesat în 6 iunie 2024.
10. ↑  Qualcomm Technologies, Inc. „Qualcomm Atheros Launches World's First HomePlug Green PHY Solution”. Qualcomm Technologies, Inc.
11. ↑  HomePlug Powerline Alliance, Inc. „With HomePlug technology, the electrical wires in your home can now distribute broadbantd Internet, HD video, digital music and Smart Energy applications” (PDF). HomePlug Powerline Alliance, Inc.
12. ↑  INSYS icom GmbH. „Intelligent charging of electric vehicles – ISO 15118 and Powerline Green PHY™”. INSYS icom GmbH.
13. ↑  Trull, B.R. „"An Overview of Broadband over Power Line" (PDF)” (PDF). Rivier College Online Academic Journal.